# Kelvin Edward Felix
Kelvin Edward Felix (Roseau, 15 febbraio 1933 – Castries, 30 maggio 2024) è stato un cardinale e arcivescovo cattolico dominicense.

## Biografia
Kelvin Edward Felix nacque il 15 febbraio 1933 nella capitale Roseau, parrocchia amministrativa di Saint George e diocesi di Roseau, sulla costa sud-occidentale della colonia britannica di Dominica (oggi repubblica indipendente nel Commonwealth delle nazioni), sestogenito dei nove figli del maggiore Edward Mosley Felix, sovrintendente di polizia, e di sua moglie Melanie Cadette.

### Formazione e ministero sacerdotale
Ricevette l'istruzione primaria alla Roseau Boys School, proseguendo poi gli studi secondari alla Dominica Grammar School, dove si distinse per la partecipazione ai tornei giovanili di cricket, calcio ed atletica, ottenendo alla fine il diploma. Sentendo maturare la vocazione al sacerdozio, nel 1951 si trasferì a Porto di Spagna, in Trinidad e Tobago, per iscriversi al Saint John Vianney Seminary per gli studi di filosofia e teologia. Al termine del quinquennio di studi, ricevette l'ordinazione sacerdotale l'8 aprile 1956, in Dominica, per imposizione delle mani di Patrick Finbar Ryan, O.P., arcivescovo metropolita di Porto di Spagna, incardinandosi, ventitreenne, come primo presbitero della diocesi di Roseau, il primo mai ordinato in Dominica.
Poco dopo l'ordinazione cominciò il ministero pastorale servendo in diverse parrocchie della sua patria e sull'isola di Saint Kitts per sei anni. Nel 1962 si è trasferì ad Antigonish, in Canada, dove studiò presso il Coady International Institute della Saint Francis Xavier University, conseguendo la specializzazione in educazione degli adulti nel 1963. In seguito si trasferì a South Bend, negli Stati Uniti d'America, per frequentare l'Università di Notre Dame e dove nel 1967 ottenne il master in sociologia ed antropologia.
Infine si trasferì in Inghilterra per continuare gli studi post laurea all'Università di Bradford, conseguendo il dottorato in sociologia nel 1970; al contempo prestò servizio come cappellano della comunità caraibica della città di Bradford e nel resto del West Yorkshire. Avendo notato le difficili condizioni socio-economiche dei suoi fedeli, fondò anche il Bradford Credit Union, una cooperativa per fornire aiuti finanziari ai migranti caraibici nel Regno Unito.
Successivamente tornò a Trinidad e Tobago, ricoprendo per un biennio il ruolo di docente di sociologia e teologia pastorale al Saint John Vianney Seminary, dove già fu studente, e al Saint Augustine Campus dell'Università delle Indie occidentali. Nel 1972 rientò poi a Dominica, dove fu nominato preside della Saint Mary Accademy, liceo cattolico maschile precedentemente chiuso per via dei disordini provocati dal movimento Black Power, riuscendo ad avviare nuovamente le attività scolastiche e restituendone la direzione didattica ai Fratelli cristiani. Nel 1975 divenne segretario generale aggiunto della Conferenza delle Chiese dei Caraibi, incarico svolto fino alla promozione all'episcopato.

### Ministero episcopale
Il 17 luglio 1981 papa Giovanni Paolo II lo nominò, quarantottenne, arcivescovo metropolita di Castries; succedette a Patrick Webster, dimessosi per motivi di salute il 10 maggio 1979 a soli cinquantacinque anni. Ricevette la consacrazione episcopale il 5 ottobre seguente, nella cattedrale dell'Immacolata Concezione a Castries, per imposizione delle mani di Paul Fouad Naïm Tabet, arcivescovo titolare di Sinna e nunzio apostolico in Trinidad e Tobago, Giamaica, Bahamas e Barbados, assistito dai co-consacranti Gordon Anthony Pantin, arcivescovo metropolita di Porto di Spagna, e Samuel Emmanuel Carter, arcivescovo metropolita di Kingston in Giamaica; prese possesso dell'arcidiocesi durante la stessa celebrazione. Come suo motto episcopale scelse Ut omnes unum sint, ossia "Perché tutti siano una cosa sola" (Giovanni 17, 21).
Nello stesso anno fu eletto anche presidente della Conferenza delle Chiese dei Caraibi, ricoprendo tale incarico fino al 1986.
Nel 1984 si recò in Vaticano, assieme agli altri membri dell'episcopato delle Antille, per la visita ad limina apostolorum, allo scopo di discutere con il pontefice della situazione e dei problemi relativi alla sua arcidiocesi.
Il 7 luglio 1986 accolse Giovanni Paolo II durante il suo viaggio apostolico a Saint Lucia, il primo di un papa in questo Paese, organizzando i preparativi e coinvolgendo gli altri vescovi nonché i capi di Governo della Comunità Caraibica. Lo stesso anno ricevette anche la laurea honoris causa in legge dalla Saint Francis Xavier University di Antigonish; inoltre in quegli anni il pontefice lo nominò anche membro del Pontificio consiglio per la famiglia, del Pontificio consiglio per il dialogo interreligioso e del Consiglio per l'America del Sinodo dei vescovi, prendendo parte a tutte le riunioni annuali.
Nel 1991 fu eletto presidente della Conferenza episcopale delle Antille subentrando a Samuel Emmanuel Carter; venne confermato nell'incarico per un secondo mandato nel 1994, concludendolo nel 1997 quando gli succedette Edgerton Roland Clarke, arcivescovo metropolita di Kingston in Giamaica.
Fu insignito anche di diverse onorificenze: ufficiale dell'Ordine dell'Impero Britannico il 13 giugno 1992, conferitagli dalla regina Elisabetta II a Buckingham Palace; la Medaglia d'Onore per i Servizi Meritori della Dominica nel 1999; la Medaglia d'Onore dell'Ordine di Saint Lucia nel 2002.
Durante il suo ministero episcopale si dedicò alla formazione del clero, promuovendo la preparazione di diaconi permanenti e catechisti e fondando l'associazione dei preti diocesani nonché il pre-seminario John Paul II della provincia di Castries e della regione; il suo impegno si indirizzò anche verso le organizzazioni religiose, istituendo il noviziato di un ordine religioso femminile al servizio dell'arcidiocesi. Inoltre per i fedeli laici istituì un centro per la formazione della dirigenza locale (oggi intitolo a lui), la casa Sister Lucy per i cittadini in difficoltà, realizzata mettendo a disposizione la sua residenza episcopale, e l'organizzazione provinciale Caritas Antille con sede a Santa Lucia per il servizio dei poveri e dei bisognosi della regione.
Il 2 maggio 2002 si recò nuovamente in visita ad limina assieme agli altri vescovi antillani; venne ricevuto in udienza assieme agli altri membri del Consiglio per l'America del Sinodo dei vescovi il 5 novembre 2004.
Il 12 aprile 2006 venne aggredito da un uomo con un coltello, poco dopo aver terminato un'omelia serale appena fuori dalla cattedrale dell'Immacolata Concezione a Castries: l'uomo corse dietro all'arcivescovo, che si accorse di un movimento di taglio alla gola, alla fine non risultato fatale perché attutito dal colletto, spingendo poi l'aggressore all'indietro. Un evento simile si verificò anche la notte di capodanno del 2000, quando una suora venne uccisa ed un'altra ferita.
Avvicinandosi all'età del pensionamento, chiese alla Santa Sede la nomina di un arcivescovo coadiutore per garantire una successione agevole nell'arcidiocesi ed il 19 luglio 2007 fu scelto Robert Rivas, fino ad allora vescovo di Kingstown, che fece il proprio ingresso il 14 ottobre successivo. Il 15 febbraio 2008 papa Benedetto XVI accettò la sua rinuncia dal governo pastorale dell'arcidiocesi di Castries dopo ventisette anni per raggiunti limiti d'età, ai sensi del can. 401 § 1 del Codice di diritto canonico, divenendone arcivescovo emerito il giorno del suo settantacinquesimo compleanno; contestualmente gli succedette il sessantunenne coadiutore Rivas.
Dopo le sue dimissioni tornò al suo luogo di nascita, Dominica, servendo come sacerdote nella parrocchia di Grandbay e poi a Soufriere.

### Cardinalato
Il 12 gennaio 2014, durante l'angelus domenicale, papa Francesco annunciò la sua creazione a cardinale nel concistoro del 22 febbraio seguente, il primo del suo pontificato; avendo già ottantuno anni al momento dell'annuncio, non ebbe il diritto di entrare in un eventuale conclave e né di essere membro dei dicasteri della Curia romana, in conformità all'art. II § 1-2 del motu proprio Ingravescentem Aetatem, pubblicato da papa Paolo VI il 21 novembre 1970.
Durante la celebrazione, svoltasi alle ore 11:00 presso la basilica di San Pietro in Vaticano, gli furono conferiti la berretta, l'anello cardinalizio e il titolo presbiterale di Santa Maria della Salute a Primavalle, vacante dal 28 febbraio 2013, giorno della morte del cardinale francese Jean Marcel Honoré, arcivescovo emerito di Tours. Prese possesso della sua chiesa titolare durante una celebrazione svoltasi il 31 maggio successivo alle ore 18:30.
Il 16 aprile 2018 si recò ancora in Vaticano per la visita ad limina con i vescovi della Conferenza episcopale delle Antille.
Morì il 30 maggio 2024 a Castries all'età di 91 anni. In seguito ai funerali celebrati il 12 giugno dall'arcivescovo Gabriel Malzaire nella cattedrale dell'Immacolata Concezione di Maria Vergine, il porporato venne sepolto nella cripta dello stesso edificio.

## Genealogia episcopale e successione apostolica
La genealogia episcopale è:
- Patriarca Youhanna Boutros Bawwab el-Safrawi
- Patriarca Jirjis Rizqallah
- Patriarca Stefano Douayhy
- Patriarca Yaaqoub Boutros Awwad
- Patriarca Semaan Boutros Awwad
- Patriarca Youssef Boutros Estephan
- Patriarca Youhanna Boutros Helou
- Patriarca Youssef Boutros Hobaish
- Patriarca Boulos Boutros Massaad
- Patriarca Elias Boutros Hoayek
- Patriarca Antoun Boutros Arida
- Cardinale Antoine Pierre Khoraiche
- Arcivescovo Paul Fouad Naïm Tabet
- Cardinale Kelvin Edward Felix

La successione apostolica è:
- Arcivescovo Edward Joseph Gilbert, C.SS.R. (1994)
- Arcivescovo Gabriel Malzaire (2002)